# Верховный суд Великобритании

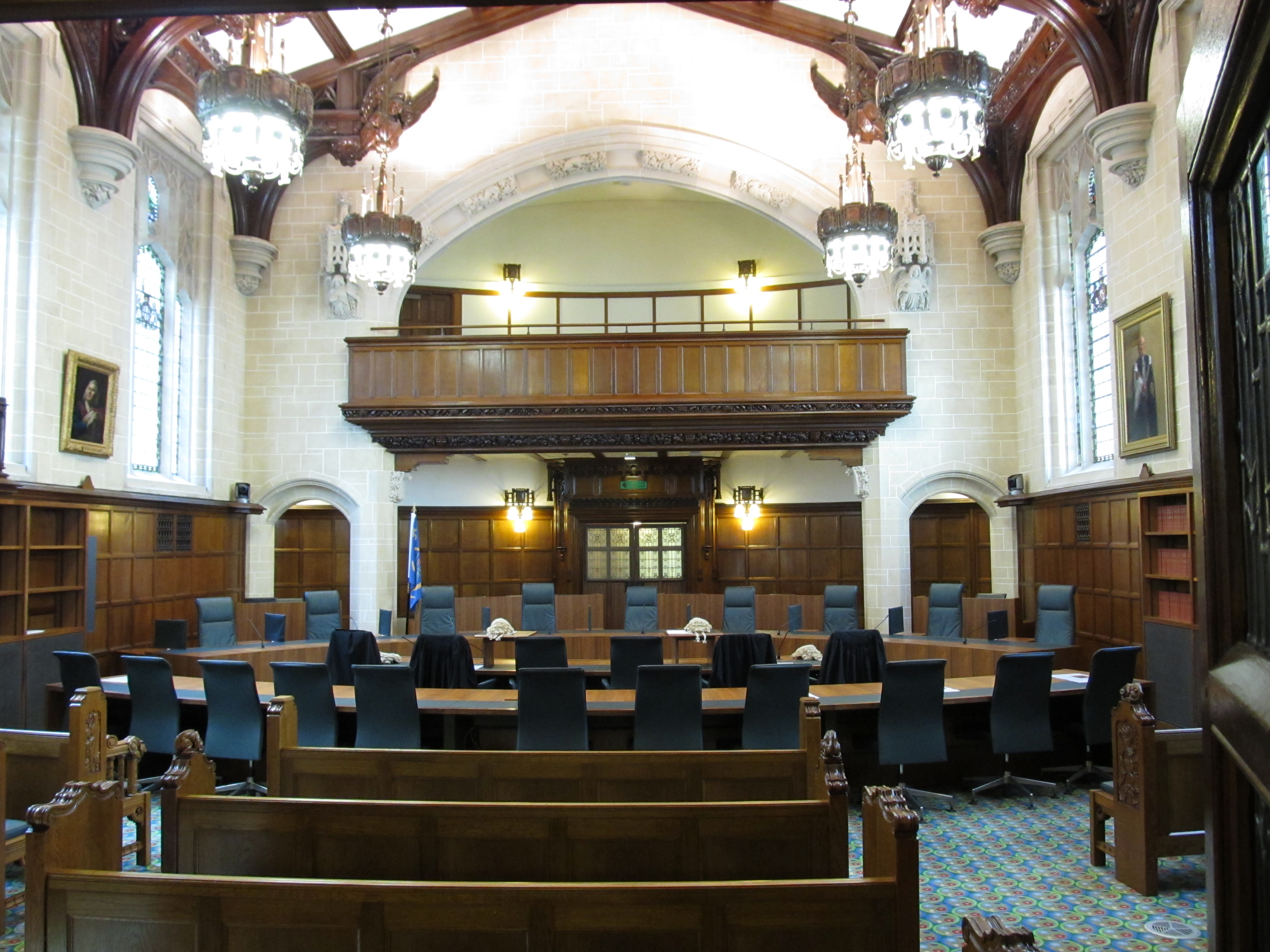
Зал заседаний суда

Верхо́вный су́д Великобрита́нии (англ. Supreme Court of the United Kingdom) — один из высших судов Великобритании, учреждённый на основании Акта о конституционной реформе 2005 года, для рассмотрения всех апелляционных жалоб на решения судов Англии, Уэльса и Северной Ирландии, и апелляционных жалоб только по гражданским делам из судов Шотландии.
По уголовным делам в Шотландии последней инстанцией является Высший уголовный суд. Верховный суд также обладает юрисдикцией по разрешению споров, связанных с передачей отдельных полномочий центральных органов Соединенного Королевства местным правительствам и законодательным органам Уэльса, Северной Ирландии и Шотландии. Верховный суд получил все судебные функции Палаты лордов, которые осуществлялись через её Апелляционный комитет, а также некоторые полномочия по рассмотрению вопросов делегирования власти составным частям Великобритании, которые ранее рассматривались в Судебном комитете Тайного совета.

## История создания
Верховный суд был создан в соответствии с Актом о конституционной реформе (2005) и начал функционировать 1 октября 2009 года. Он полностью заменил Апелляционный комитет Палаты лордов, а также получил некоторые полномочия Судебного комитета Тайного совета. Долгое время (с 1399 года) функции последней судебной инстанции для судов общей юрисдикции исполняла верхняя палата британского парламента, впоследствии специально организованный для этого в 1876 году Апелляционный комитет Палаты лордов. Он состоял из 12 лордов-судей и возглавлялся Лордом-канцлером, который одновременно занимал должность председателя Палаты лордов и главного судьи Англии и Уэльса.
Судебную реформу инициировала Лейбористская партия в 2003 году во главе с тогдашним премьер-министром Тони Блэром. Изменения уже назрели давно и были мотивированы, главным образом, желанием создать полностью независимую судебную систему и обеспечить её открытость и прозрачность деятельности. Наличие тесной связи между законодательной и судебной властью и существование в рамках парламента высшей судебной инстанции нарушало принцип разделения властей и вступало в противоречие с требованиями Европейской конвенции о защите прав человека. Налицо сложилась абсурдная ситуация, когда парламент, обладавший ко всему прочему высшими судебными функциями, имел возможность интерпретировать нормы закона, изданного им самим же, в свою пользу.
У реформы также нашлись свои противники, к примеру, первый председатель Верховного суда Лорд Дэвид Ньюбергер был самым ярым противником его создания и обосновывал это тем, что традиционная судебная система работала исправно, не требовала больших финансовых затрат и являлась в целом эффективной, также он был обеспокоен тем, что судьи нового суда получат сразу слишком много властных полномочий.

## Юрисдикция
Верховный суд является высшим судебным органом по гражданским делам для всего Соединенного Королевства. По уголовным делам является высшим судом только для Англии, Уэльса и Северной Ирландии. Шотландия пользуется более широкой автономией в сфере уголовного права, поэтому исключительно для неё существует свой самостоятельный Высший уголовный суд, рассматривающий апелляции по уголовным делам в качестве последней инстанции.
Кроме того, Верховному суду был передан ряд функций Судебного комитета Тайного совета, связанных с рассмотрением вопросов о делегировании части государственных полномочий местным органам власти Шотландии, Северной Ирландии и Уэльса, в том числе разрешения споров между ними и британским правительством, также он контролирует соответствие их местного законодательства праву Соединённого Королевства и Европейской конвенции о правах человека. При этом деятельность Судебного комитета Тайного совета в отличие от судебного органа Палаты лордов не прекратилась, он по-прежнему является высшей апелляционной инстанцией в нескольких независимых странах Содружества, заморских территориях Великобритании и британских коронных территориях, также он рассматривает апелляции на решения церковных и морских судов и некоторые другие дела.
В соответствии с теорией парламентского суверенитета Верховный суд в отличие от судов других стран не имеет права признать закон, принятый парламентом, неконституционным и не применять его в деле или своим решением отменить его действие. Такое может сделать только сам парламент. Вместе с тем Верховный суд может признавать недействительными подзаконные акты, если, например, они были приняты с превышением полномочий и в нарушение действующего законодательства. Кроме того в соответствии с Актом о правах человека 1998 он может вынести заявление о несовместимости с основными положениями Европейской конвенции о правах человека как закона принятого парламентом, так и любого подзаконного акта или законов Уэльса, Северной Ирландии и Шотландии. В этом случае органы, принявшие противоречащий нормативный правовой акт, обязаны внести в него поправки и устранить такую несовместимость.
Заседания Верховного суда должны транслироваться по телевидению.

## Судьи
Суд состоит из двенадцати судей. В первоначальный состав вошли члены расформированного Апелляционного комитета Палаты лордов с сохранением своих мест в верхней палате парламента, но без права голоса. Из действующего на тот момент состава лордов-законников, двое судей не вошли в состав Верховного суда: лорд Карсвелл ушёл в отставку по возрасту, а лорд Ньюбергер был назначен главным судьёй по гражданским делам Апелляционного суда Англии и Уэльса.
Всех последующих судей назначает британский монарх по рекомендации Премьер-министра. Ему в свою очередь кандидатуры предлагаются лордом-канцлером совместно со специальной отборочной комиссией, в состав которой входят Председатель Верховного суда, его заместитель и один из членов трёх комитетов по отбору судей в Англии и Уэльсе, Шотландии и Северной Ирландии.
Судьёй Верховного суда может стать любое лицо, которое не менее двух лет занимало высокую судебную должность (в должности судей Высокого суда Англии и Уэльса, и Северной Ирландии; либо судей Апелляционного суда Англии и Уэльса, и Северной Ирландии, а также судей Сессионного суда Шотландии) и проработало в течение 15 лет в качестве адвоката. Судьи должны быть подобраны таким образом, чтобы в равной пропорции представлять все части Соединённого Королевства. Они осуществляют свои полномочия пожизненно, но должны уйти в отставку по достижении 70 лет (судьи первоначального состава уходят в отставку по достижении 75 лет). В отличие от предыдущих судей-пожизненных пэров, вновь назначенные судьи не становятся пэрами и членами Палаты лордов, и их титул лорда является только почётным, подобно остальным судьям высших судов.
В заседаниях могут принимать участие «исполняющие обязанности судьи» — члены одного из высших судов Англии и Уэльса, специально приглашённые председателем Верховного суда.

### Современный состав
На июнь 2020, состав Верховного суда следующий:
| Судья                                             | Дата рождения    | Начало срока   | Окончание срока  | Альма-матер |
| ------------------------------------------------- | ---------------- | -------------- | ---------------- | --- |
| Роберт Рид, барон Рид из Аллермюра (Председатель) | 7 сентября 1956  | 6 февраля 2012 | 7 сентября 2026  | Эдинбургский университет Баллиол-колледж                                                                               |
| Пэтрик Ходж, лорд Ходж (Заместитель председателя) | 19 мая 1953      | 1 октября 2013 | 19 мая 2023      | Колледж Корпус-Кристи (Кембридж) Эдинбургский университет                                                              |
| Брайен Керр, лорд Керр из Тамнамора               | 22 февраля 1948  | 1 октября 2009 | 22 февраля 2023  | Университет Королевы в Белфасте                                                                                        |
| Джилл Блэк, леди Блэк из Дервента                 | 1 июня 1954      | 2 октября 2017 | 1 июня 2024      | Тревельский колледж Даремского университета                                                                            |
| Дэвид Ллойд Джонс, лорд Ллойд-Джонс               | 13 января 1952   | 2 октября 2017 | 13 января 2022   | Даунинг-колледж |
| Майкл Бриггс, лорд Бриггс из Вестборна            | 23 декабря 1954  | 2 октября 2017 | 23 декабря 2024  | Магдален колледж, Оксфорд                                                                                              |
| Мэри Арден, леди Арден из Хесволла                | 23 января 1947   | 1 октября 2018 | 23 января 2022   | Гёртон-колледж (Кембридж) Юридический факультет Гарвардского университета                                              |
| Дэвид Китчин, Лорд Китчин                         | 30 апреля 1955   | 1 октября 2018 | 30 апреля 2025   | Фицуильям-колледж (Кембридж)                                                                                           |
| Филипп Сэйлс, Лорд Сэйлс                          | 11 февраля 1962  | 11 января 2019 | 11 февраля 2032  | Колледж Черчилля (Кембридж) Вустер-колледж (Оксфорд)                                                                   |
| Николас Хэмблен, Лорд Хэмблен из Керси            | 23 сентября 1957 | 13 января 2020 | 23 сентября 2027 | Сент-Джонс колледж (Оксфорд) Юридический факультет Гарвардского университета                                           |
| Джордж Леггатт, Лорд Леггатт                      | 12 ноября 1957   | 21 апреля 2020 | 12 ноября 2027   | Королевский колледж (Кембридж) Гарвардский университет Городская юридическая школа Лондонского городского университета |
| Эндрю Берроуз, Лорд Берроуз                       | 17 апреля 1957   | 2 июня 2020    | 17 апреля 2027   | Брасенос-колледж Гарвардский университет                                                                               |

## Здание
Верховный суд заседает в здании бывшей Мидлсексской ратуши (Middlesex Guildhall) на Парламентской площади в центре Лондона, где также находится Судебный комитет Тайного совета. Реконструкция здания под размещение в нём судебных органов была завершена в октябре 2009 года.

## Символика

Стилизованное изображением четырёх цветочных символов

Официальная эмблема Верховного суда была разработана Королевской геральдической палатой (College of Arms) в 2008 году. Она представляет собой окружность, в которой изображена греческая буква омега, имеющая некое сходство с весами правосудия, поверх неё сделана надпись «The Supreme Court»; в центре круга изображены четыре цветочных символа Соединённого Королевства: роза Тюдоров, представляющая Англию, соединённая с листьями лука-порея, представляющая Уэльс, цветок льна символизирующего Северную Ирландию и цветок чертополоха — Шотландию. Поверх окружности расположена британская корона.